# Helicogermslita diversa
Helicogermslita diversa är en svampart som beskrevs av S.J. Lee & Crous 2003. Helicogermslita diversa ingår i släktet Helicogermslita och familjen kolkärnsvampar.   Inga underarter finns listade i Catalogue of Life.